# 거흥역
거흥역(巨興驛)은 조선민주주의인민공화국 평안남도 성천군 거흥리에 위치한 평라선의 역이다. 여객과 화물을 모두 취급한다.

## 연혁
- 1931년 10월 1일: 평원선 신창 - 장림 간 개통과 함께 영업 개시[2]
- 일자 불명: 평라선으로 편입